# Louise Glück
Pour les articles homonymes, voir Gluck (homonymie).
Louise Glück (prononciation : /ɡlɪk/), née le 22 avril 1943 à New York et morte le 13 octobre 2023 à  Cambridge (Massachusetts), est une poétesse américaine. Primée à plusieurs reprises, elle est lauréate du prix Nobel de littérature en 2020.

## Biographie
Louise Glück est née à New York d’une famille juive hongroise ; elle passe son enfance à Long Island, Elle en a  raconté plus tard, en 2016 : « J'étais une enfant solitaire. Mes interactions avec le monde étaient peu naturelles, forcées, des représentations ; j'étais heureuse quand je lisais. Bon, ce n'était pas aussi idéal que cela, je regardais la télévision et mangeais beaucoup aussi. » Son adolescence est difficile, car elle souffre d'anorexie. La perte de sa sœur aînée est l'un de ses traumatismes majeurs.
En 1961, à l'âge de dix-huit ans, elle est diplômée de la George W. Hewlett High School, à Hewlett (New York). Elle suit également les cours du Sarah Lawrence College puis de l'université Columbia, mais n'est cependant diplômée ni de l’un ni de l’autre.
Louise Glück remporte le prix Pulitzer de poésie en 1993 pour son recueil The Wild Iris. Elle se voit décerner le National Book Critics Circle Award, pour The Triumph of Achilles, et le prix de l'Academy of American Poets, dont elle est membre. En 2003, elle est désignée Poet Laureate Consultant in Poetry (en) de la bibliothèque du Congrès. 
En 1984, elle rejoint le Williams College de Williamstown en tant que Senior Lecturer in English. Elle participe au Creative Writing Program de l’université de Boston, puis, en 2004, elle est nommée écrivain en résidence de la chaire Rosenkranz à Yale, où elle enseigne.
Louise Glück réside à Cambridge dans le Massachusetts. Le 8 octobre 2020, Louise Glück est désignée lauréate du prix Nobel de littérature « pour sa voix poétique caractéristique, qui avec sa beauté austère rend l’existence individuelle universelle ». C'est la seizième femme à recevoir le Nobel.

## Traduction en français
Lorsque Louise Glück reçoit le prix Nobel de littérature en 2020, aucune de ses œuvres n'est encore traduite en français. En 2021, Marie Olivier propose une traduction, dans une édition bilingue, de L’Iris sauvage (The Wild Iris) aux éditions Gallimard.  Romain Benini traduit Nuit de foi et de vertu (Faithful and Virtuous Night) pour les éditions Gallimard. 

## Poétique
Selon une traductrice française du prix Nobel, Marie Olivier, l'œuvre de Louise Glück « offre une poétique de l’intimité et de la réserve lyrique. Elle invite à une réflexion sur l’importance de l’omission et de l’oscillation, de l'hésitation comme modes d’écriture ». Elle souligne le traitement original de l'intimité et de l'écriture à la première personne dans l'œuvre de Louise Glück : « La poétique de Glück explore l’intimité d’un sujet tout en éludant le personnel. […] Le “je” lyrique y est kaléidoscopique, singulier et pluriel à la fois, sans cesse changeant et résolument ambigu dans sa référentialité. »
Claude Mouchard et Linda Orr déclarent, dans la revue Po&sie, que Louise Glück a en commun avec Sylvia Plath « le vœu d’une féroce perfection, et la mise à nu sans merci des rapports entre homme et femme, entre père et fille ».
Louise Glück est souvent classée parmi les poètes objectivistes, parmi lesquels figurent Louis Zukofsky, Charles Reznikoff, George Oppen et Carl Rakosi,, mais elle-même ne s'y reconnaît pas malgré l'influence que certains poètes de ce mouvement ont pu avoir sur elle,.

## Récompenses
- 1986 : Sara Teasdale Memorial Prize Wellesley,
- 1993 : Prix Pulitzer, pour Wild Iris,
- 1999 : Lannan Literary Award for Poetry,
- 2000 : The Massachusetts Institute of Technology Anniversary Medal
- 2001 : Bollingen Prize,
- 2007 : L. L. Winship/PEN New England Award, Averno : Poems,
- 2009 : Griffin Poetry Prize (en) pour A Village Life,
- 2012 : Los Angeles Times Book Prize (poésie) pour Poems[19],
- 2014 : National Book Award (poésie) pour Faithful and Virtuous Night[20],
- 2020 : Prix Nobel de littérature[21].

## Œuvres

### Poésie
- Firstborn (1968)
- The House on Marshland (1975)
- The Garden (1976)
- Descending Figure (1980)
- The Triumph of Achilles (1985)
- Ararat (Ecco Press, 1990)
- The Wild Iris (1992)L’Iris sauvage, traduit en français par Marie Olivier, édition bilingue, Paris, Éditions Gallimard, coll. « Du monde entier », 2021, 160 p.  (ISBN 978-2-07-293977-8)
- Mock Orange (1993)
- The First Four Books of Poems (1995)
- Meadowlands (1997) Meadowlands, traduit en français par Marie Olivier, édition bilingue, Paris, Éditions Gallimard, coll. « Du monde entier », 2022, 144 p.  (ISBN 978-2-07-294403-1)
- Vita Nova (1999)
- The Seven Ages (2001)
- Averno (2006) Farrar, Straus and Giroux Averno, traduit en français par Marie Olivier, édition bilingue, Paris, Éditions Gallimard, coll. « Du monde entier », 2022, 176 p.  (ISBN 978-2-07-294398-0)
- A Village Life (2009) (shortlist pour le 2010 International Griffin Poetry Prize) Farrar, Straus, Giroux
- Poems: 1962-2012 (2012), Farrar, Straus, Giroux
- Faithful and Virtuous Night (2014), Farrar, Straus, GirouxNuit de foi et de vertu, traduit en français par Romain Benini, édition bilingue, Paris, Éditions Gallimard, coll. « Du monde entier », 2021, 160 p.  (ISBN 978-2-07-293982-2)

### Prose
- Proofs and Theories: Essays on Poetry (1994)
- American Originality: Essays on Poetry (2017)
- Marigold and Rose: A Fiction. Farrar, Straus and Giroux (2022)

### Traductions en français
- Poèmes (tirés de Descending Figure), traduction de Linda Orr et Claude Mouchard, Po&sie, 1985, no 34.
- Huit poèmes (tirés du recueil Vita Nova), traduction de Raymond Farina, Po&sie, 1999, no 90.
- Migrations nocturnes (The Night Migrations, Arverno, 2006).
- L'Iris sauvage (quatre poèmes tirés de The Wild Iris), traduction de Nathalie De Biasi, Europe, mai 2013, no 1009.
- L'Iris sauvage (The Wild Iris), traduction de Marie Olivier, Po&sie, no 149-150, 2014.
- L'Iris sauvage (quinze poèmes tirés de The Wild Iris), traduction en ligne d'Oriane Celce, 14 juin 2019.
- Le Passé (The Past, Faithful and Virtuous Night, 2014).
- Échos : un inédit de Louise Glück, prix Nobel de Littérature 2020, traduction de Marie Olivier, Le Grand Continent, 8 octobre 2020.
- Faithful and Virtuous Night, traduction en ligne de Pierre Ménard, 8 octobre 2020.
- L'Iris sauvage, traduit de l'anglais (Etats-Unis) et préfacé par Marie Olivier, édition bilingue anglais-français, Paris, Gallimard, coll. « Du monde entier », 2021. (Édition bilingue anglais-français)
- Nuit de foi et de vertu, traduit de l'anglais (Etats-Unis) et présenté par Romain Benini, édition bilingue anglais-français, Paris, Gallimard, coll. « Du monde entier », 2021  (ISBN 978-2-07-293982-2).
- Marigold et Rose. Un récit, traduit de l'anglais (Etats-Unis) et présenté par Marie Olivier, Paris, Gallimard, coll. « Du monde entier », 2024  (ISBN 978-2-07-298212-5).